# 石上真足
石上 真足（いそのかみ の またり、生没年不詳）は、奈良時代の貴族。姓は朝臣。官位は従五位下・遠江介。

## 経歴
称徳朝の天平神護3年（767年）正月、正六位上から従五位下に昇叙している。同年3月、内匠助に任ぜられる。7月、賀茂大川に官職を譲り、7月、梶島王とともに大監物に任命されている
神護景雲2年（768年）2月、坂上王に官職を譲り、遠江介に転任している。以後の記録は存在していない。

## 官歴
『続日本紀』による。
- 時期不詳：正六位上
- 天平神護3年（767年）正月18日：従五位下。3月20日：内匠助。7月10日：大監物
- 神護景雲2年（768年）2月18日：遠江介